# Organisation des volontaires du peuple
 (novembre 2024).
L'Organisation des volontaires du peuple (birman : ပြည်သူ့ရဲဘော်တပ် ; Pyithu Yèbaw Tat ; abrégé en PVO) était une force paramilitaire birmane indépendantiste de 50 000 hommes fondée par Aung San peu après la capitulation japonaise en août 1945. Déguisé en association d'anciens combattants, le PVO s'entraînait en vue d'une hypothétique révolution contre les autorités britanniques en Birmanie,,,.
Le PVO est dissous le 4 janvier 1948 lorsque la Birmanie obtient son indépendance en vertu de la loi sur l'indépendance de la Birmanie de 1947 (en).